# Emmanuel Saez
Emmanuel Saez, nacido el 26 de noviembre de 1972, es un economista francés y estadounidense que es profesor de economía en la Universidad de California, Berkeley. Su trabajo, realizado con Thomas Piketty y Gabriel Zucman, incluye el seguimiento de los ingresos de los pobres, la clase media y los ricos de todo el mundo. Su trabajo muestra que los que más ganan en los Estados Unidos han tomado una parte cada vez mayor del ingreso general en las últimas tres décadas, con casi tanta desigualdad como antes de la Gran Depresión. Recomienda impuestos mucho más altos (marginales) sobre los ricos, hasta 70% o 90%. Recibió la Medalla John Bates Clark en 2009 y fue galardonado con una beca MacArthur en 2010.

## Investigación
Emmanuel Saez graduó en la École Normale Supérieure en 1996 dónde  estudió matemáticas y economía. Después recibió su Ph.D. en economía del Instituto de Tecnología de Massachusetts  (MIT) en 1999.
Sáez ha escrito extensamente sobre la teoría de la imposición y transferencia óptimas, abordando temas como la desigualdad de riqueza y desigualdad de ingreso, impuestos sobre la renta de capital y la jubilación. Además de su trabajo teórico, es autor de una serie de artículos empíricos, muchos de ellos aplicando los resultados de su trabajo teórico a los datos de los hogares estadounidenses. Su enfoque en el 0.1% superior de la distribución de ingresos y riqueza ha llevado a sus teorías políticas sobre la "gran compresión" y la "gran divergencia"  y ha llevado a una investigación significativa sobre el consenso respecto a la distribución ideal de la riqueza. . 
La investigación de Saez sobre la desigualdad de riqueza e ingresos se ha centrado en gran medida en los hogares que se encuentran en la parte superior de las distribuciones de riqueza e ingresos, que constituyen una parte significativa de la base impositiva de los Estados Unidos. 
Los críticos conservadores, como James Pethokoukis del American Enterprise Institute, dicen que Saez y Piketty miden el "ingreso del mercado", el ingreso total antes de impuestos, excluyendo los ingresos del gobierno. Sáez lo describe como el ingreso bruto reportado en las declaraciones de impuestos antes de cualquier deducción. Esto excluye el seguro de desempleo, los pagos de asistencia social, los cupones de alimentos, Medicare, Medicaid, Seguridad Social y seguro médico provisto por el empleador. Sáez dice que estos son los mejores datos disponibles, medidos consistentemente desde 1913. Los críticos dicen que exageran la desigualdad.
En 2011, Saez y Peter Diamond argumentaron en los medios públicos sobre un documento ampliamente discutido que la tasa impositiva marginal adecuada para las sociedades del Atlántico Norte y especialmente en los Estados Unidos sería del 73% (sustancialmente más alta que el actual 42,5% máximo de Tasa impositiva marginal de EE. UU.).
Junto con Raj Chetty y otros, investigó la movilidad social en los Estados Unidos. Encontraron diferencias geográficas sustanciales en todo el país que se correlacionaron con cinco factores: segregación, desigualdad de ingresos, calidad de la escuela local, capital social y estructura familiar.

## Premios

### Medalla John Bates Clark
Recibió la Medalla John Bates Clark de 2009, otorgada a "al economista estadounidense menor de cuarenta años que se considera que ha hecho la contribución más significativa al pensamiento y al conocimiento económico". Las contribuciones de investigación de Saez han sido principalmente en el campo de la economía pública. La mención de la medalla John Bates Clark de 2009 dice: 
 "El trabajo [de Saez] aborda las cuestiones de política desde perspectivas teóricas y empíricas, por un lado, refinando la teoría de manera que vincule las características de la política óptima con aspectos medibles de la economía y el comportamiento, mientras que por otro lado, emprende cuidadosos y creativos estudios empíricos diseñados para llenar los vacíos en la medición identificados por la teoría. A través de una colección de documentos interrelacionados, ha acercado la teoría de los impuestos a la formulación práctica de políticas y ha ayudado a liderar un resurgimiento del interés académico en los impuestos ". 

### Beca MacArthur
En 2010, la Fundación MacArthur concedió a Saez la beca MacArthur por su investigación sobre la conexión entre los ingresos y la política fiscal.